# Olaf Beyer
Olaf Beyer (ur. 4 sierpnia 1957 w Grimmie) – niemieck] lekkoatleta średniodystansowiec reprezentujący Niemiecką Republikę Demokratyczną, mistrz Europy.

## Kariera zawodnicza
Największe sukcesy odniósł w biegu na 800 metrów. Odpadł w półfinale tej konkurencji na halowych mistrzostwach Europy w 1977 w San Sebastián. Zajął 7. miejsce na tym dystansie oraz 4. miejsce w sztafecie 4 × 400 metrów w zawodach pucharu świata w 1977 w Düsseldorfie.
Zdobył srebrny medal w biegu na 800 metrów na halowych mistrzostwach Europy w 1978 w Mediolanie, przegrywając tylko w Markku Taskinenem z Finlandii, a wyprzedzając Rogera Milhau z Francji.
Zwyciężył w tej konkurencji na mistrzostwach Europy w 1978 w Pradze, niespodziewanie wygrywając z faworytami, Brytyjczykami Steve’em Ovettem i Sebastianem Coe. Jego czas 1:43,84 był wówczas piątym rezultatem w historii i rekordem NRD aż do zjednoczenia Niemiec, a do tej pory (2021) jest rekordem mistrzostw Europy. Na tych samych mistrzostwach Beyer zajął 9. miejsce w biegu na 1500 metrów. Zajął 4. miejsce w biegu na 800 metrów zawodach pucharu świata w 1979 w Montrealu.
Odpadł w półfinale biegu na 800 metrów na igrzyskach olimpijskich w 1980 w Moskwie. Zajął 3. miejsce w biegu na 1500 metrów w zawodach pucharu świata w 1981 w Rzymie. Na mistrzostwach Europy w 1982 w Atenach zajął w finale biegu na 800 metrów 7. miejsce, a w zawodach pucharu świata w 1985 w Canberze 2. miejsce w biegu na 1500 metrów.
Był mistrzem NRD w biegu na 800 metrów w latach 1976, 1977, 1979, 1981, wicemistrzem w 1982 i 1987 oraz brązowym medalistą w 1978 i 1984, a także mistrzem w biegu na 1500 metrów w latach 1981, 1982 i 1985 oraz wicemistrzem w 1983 i mistrzem w sztafecie 4 × 400 metrów w 1977 i 1978. W hali był mistrzem NRD w biegu na 800 metrów w latach 1977, 1978, 1981 i 1985 i w biegu na 1500 metrów w 1985. Był równieżistrzem w biegu przełajowym na krótkim dystansie w 1976, 1982, 1984, 1985 i 1988, wicemistrzem w 1989 i brązowym medalistą w 1981.
Ukończył matematykę i fizykę w Wyższej Szkole Pedagogicznej w Poczdamie i pracuje jako nauczyciel tych przedmiotów w tym mieście.

## Rekordy życiowe
| Konkurencja         | Data i miejsce            | Wynik   |
| ------------------- | ------------------------- | ------- |
| bieg na 400 metrów  | 25 sierpnia 1978, Poczdam | 47,53   |
| bieg na 800 metrów  | 31 sierpnia 1978, Praga   | 1:43,84 |
| bieg na 1500 metrów | 5 września 1981, Rzym     | 3:35,58 |